# グリゴリー・ボブチンスキー
グリゴリー・ヴァシロヴィッチ・ボブチンスキー（Grygorii Vasylovych Vovchynski、またはGrigory Bobchinski、ウクライナ語: Григорій Васильович Вовчинський、1988年7月4日 - ）は、ウクライナ人のアスリート（バイアスロン、クロスカントリースキー）でパラリンピック選手。

## 経歴
1988年、ウクライナ・ソビエト社会主義共和国チェルカースィ州、ビロウシヴカに生まれる。2012年にチェルカースィ国立大学卒業。
カナダで開催された2010年バンクーバーパラリンピックのクロスカントリースキー競技では、男子オープンリレーにイウリー・コスチュク、ビタリー・ルキヤネンコ、ウォロディミル・イワノフらと出場し銀メダルを獲得。また、10kmクラシカル立位で銅メダルを獲得した。
2022年北京パラリンピックでは、バイアスロン男子6km（立位）に出場、金メダルを獲得した。またレース後のインタビューでは、大会直前に発生したロシアによるウクライナ侵攻をうけ、同国の軍事侵攻を止めるよう訴えた。